# Platygaster mahensis
Platygaster mahensis är en stekelart som beskrevs av Jean-Jacques Kieffer 1912. Platygaster mahensis ingår i släktet Platygaster och familjen gallmyggesteklar. Inga underarter finns listade i Catalogue of Life.